# 可愛いゝひとよ
「可愛いひとよ」（かわいいひとよ）は、クック・ニック&チャッキーの3枚目のシングルで、解散前最後のシングルである。1971年発売。規格品番はFS-1188。
後に曲名を「可愛いいひとよ」に、B面曲を「僕の彼女は三つ年上」に改めて1973年以後数回にわたり（FS-1737、6PL-2004、FX-2031）、さらに2003年にはCDとして、それぞれジャケットデザインを変更して再発されている。
1971年盤と同内容でLABEL ON DEMANDとしても発売されている。

## 収録曲
1971年盤、LABEL ON DEMAND盤
1. 可愛いひとよ
  - 作詞：阿久悠、作曲・編曲：大野克夫
2. 禁じられた道
  - 作詞：阿久悠、作曲：大野克夫、編曲：クニ河内

再発盤
1. 可愛いいひとよ
  - 作詞：阿久悠、作曲・編曲：大野克夫
2. 僕の彼女は三つ年上
  - 訳詞：阿久悠、作曲：ニール・セダカ
  - ニール・セダカのカバー。もともとは2枚目のシングルA面曲[1]。
3. ライダーブルース
  - 作詞：阿久悠、作曲：井上孝之
  - 2003年の再発盤に収録。もともとは1枚目のシングルA面曲[1]。

## ローズマリーのカバー
1976年にローズマリーが5枚目のシングルとしてカバーした。曲名は「可愛いいひとよ」（かわいいひとよ）。

### 収録曲（ローズマリー）
1. 可愛いいひとよ
  - 作詞：阿久悠、作曲：大野克夫、編曲：深町純
2. 恋は火の鳥（英語版） - 5000 Voltsのカバー。
  - 作詞：岡田冨美子、作曲：T・Eyers、編曲：深町純

## ヒップアップのカバー
1983年7月21日にヒップアップが3枚目のシングルとしてカバーした。曲名は「可愛いひとよ」（かわいいひとよ）。
同年8月23日にヒップアップはファンの集いを兼ねて、本楽曲の「100万枚突破記念」のパーティーを渋谷のディスコで開催した。100万枚突破というのは冗談で、「売れたときに動揺しないように先にやっておこう」ということだという。

### 収録曲（ヒップアップ）
1. 可愛いひとよ
  - 作詞：阿久悠、作曲：大野克夫、編曲：中島正雄
2. 尼寺慕情
  - 作詞：菅原武彦（福岡智彦）[12]、作曲：大福敏太（太田裕美）[12]、編曲：森岡賢一郎

## 山瀬まみのカバー
1987年7月21日に山瀬まみが6枚目のシングルとしてカバーした。曲名は「可愛いゝひとよ」（かわいいひとよ）。
12インチシングル用のロング・バージョンも非売品ながら制作された。リミックスはThe JG's。

### 収録曲（山瀬まみ）
7インチシングル
作詞：阿久悠／作曲：大野克夫／編曲：樫原伸彦
1. 可愛いゝひとよ（日本語盤） - 4:01[17]
2. 可愛いゝひとよ（英語盤） - 4:01[17]

12インチシングル
作詞：阿久悠／作曲：大野克夫／リミックス：The JG's
1. 可愛いゝひとよ（日本語ロング・バージョン） - 4:52[18]
2. 可愛いゝひとよ（英語ロング・バージョン） - 4:52[18]

## その他のカバー
- 小夏・ひとみ・レイナ - 1998年、シングル「てのひらを太陽に」のカップリング。曲名は「可愛いいひとよ」。